# Довгове (Лозівський район)
До́вгове —  село в Україні, у Лозівській міській громаді Лозівського району Харківської області. Населення становить 85 осіб. До 2018 орган місцевого самоврядування — Катеринівська сільська рада, з 31 серпня 2018 року - Катеринівський старостинський округ Лозівської міської громади.

## Географія
Село Довгове знаходиться на правому березі річки Бритай.
Вище за течією на відстані 3 км розташоване село Братолюбівка, нижче за течією на відстані 2 км розташоване село Смирнівка, на протилежному березі - село Михайлівка.

## Історія
Вперше згадується у 1859 році як Сосипатровка (Долговка) Павлоградського повіту Катеринославської губернії. На той час село налічувало 9 дворів і 106 мешканців (50 чоловіків і 56 жінок).
1908 року  село мало 24 двори, 210 мешканців (з них 98 ч.с. і 112 ж.с.).
У 1911-му село належало до Катеринівської волості, мало 30 дворів і 206 мешканців (96 ч.с., 110 ж.с.).  Селянам було виділено 35 наділів землі,  по 4 десятини кожен. На землях Сосипатрівки і сусідньої Акимівки (Якимівки) було створено Кандзюбівське товариство селян, яке мало 236 десятин придбаної землі.
У 1924 році село належало до Смирнівської сільської ради,  мало 34 двори і 218 мешканців (110 ч.с. і 108 ж.с.) У фактичному користуванні селян було 460 десятин землі. Село мало 23 колодязі, всі з придатною до вживання водою.
Згодом село належало до Михайлівської сільської ради. У 1930 році мало 35 домоволодінь, за даними перепису 1926 року 218 мешканців (112 чол.ст. і 106 жін. ст.)
11 жовтня 1941 Довгове було окуповане гітлерівськими військами. 16 вересня 1943 року разом з іншими селами Лозівщини було звільнене від окупантів.
з 11 серпня 1954 року разом з іншими селами Михайлівської сільради ввійшло до складу Катеринівської сільської ради, з 31 серпня 2018 року - до Катеринівського старостинського округу Лозівської міської громади
30 вересня 1958 року село Сосипатрівка було  переіменоване в село Довгове.
12 червня 2020 року, відповідно до Розпорядження Кабінету Міністрів України  № 725-р «Про визначення адміністративних центрів та затвердження територій територіальних громад Харківської області», увійшло до складу Лозівської міської громади.
17 липня 2020 року, в результаті адміністративно-територіальної реформи та ліквідації колишнього Лозівського району (1923—2020), увійшло до складу новоутвореного Лозівського району Харківської області.

## Колективні господарства
Під час суцільної колективізації мешканці сел Сосипатрівка, Михайлівка, Братолюбівка та Настасівка об’єдналися в колгосп "Радянське село". Через деякий час його розукрупнили на чотири окремі господарства, і у Сосипатрівці було створено колгосп імені 18-го партз’їзду. У грудні 1950 року його разом з іншими колгоспами Михайлівської сільради було приєднано до катеринівського колгоспу ім. Орджонікідзе.
У ХХІ столітті поля колишнього к-пу ім. Орджонікідзе обробляє ПОСП "Агросвіт".

## Мешканці села, відзначені державними нагородами
- Біланов Олексій Іванович – механізатор к-пу ім.Орджонікідзе.Орден «Знак Пошани» (1973), орден Трудового Червоного Прапора (1982).
- Бровко Валентина Михайлівна, доярка к-пу ім.Орджонікідзе. Медаль «За трудову доблесть».
- Каліберда Володимир Полікарпович – механізатор к-пу ім. Орджонікідзе. Орден Жовтневої революції (1974).
- Каліберда Олександр Якович – механізатор к-пу ім.Орджонікідзе. Два ордени Трудового Червоного Прапора (..., 1977).
- Мацак Олексій Семенович – бригадир комплексної бригади к-пу ім.Орджонікідзе. Медаль «За трудову відзнаку».
- Троян Володимир Єгорович – тракторист, згодом бригадир другої тракторної бригади к-пу ім.Орджонікідзе. Нагороджений  медаллю «За трудову доблесть». Його ім’я занесене до колгоспної Книги пошани. Також на честь  В.Є.Трояна названі вулиця у селі Довгове та одне з полів колишнього колгоспу.
- Троян Кирило Миколайович – механізатор к-пу ім.Орджонікідзе. Медаль «За трудову доблесть» (1966).[17]